# Rejon ramieński
Rejon ramieński (ros. Раменский район) – jednostka terytorialna w Rosji, na wschodzie centralnej części obwodu moskiewskiego. Centrum administracyjne rejonu – miasto Ramienskoje. 

## Geografia
Powierzchnia rejonu wynosi 1500 km². Graniczy z rejonami obwodu moskiewskiego: lubierieckim, leninowskim, bałaszichińskim, nogińskim, pawłowo-posadskim, oriechowo-zujewskim, woskriesieńskim, stupińskim i domodiedowskim. W 2005 roku liczyło 211 tys. mieszkańców. 
Główne rzeki w rejonie: Moskwa, Pachra, Piechorka.

## Historia
Osada robotnicza Ramienskoje otrzymała prawa miejskie 15 marca 1926 roku. W 1929 ujezd bronnicki przemianowano na rejon ramieński, a Ramienskoje zostaje jego centrum administracyjnym.
Od 2006 roku w skład rejonu wchodzi 21 osiedli, w tym 6 miejskich i 15 wiejskich.
- osiedle miejskie bykowskie;
- osiedle miejskie ilińskie;
- osiedle miejskie kratowskie;
- osiedle miejskie ramieńskie;
- osiedle miejskie rodnickie;
- osiedle miejskie udielnoje
- osiedle wiejskie wieriejskoje
- osiedle wiejskie wiałkowskoje
- osiedle wiejskie ganusowskoje
- osiedle wiejskie gżelskoje
- osiedle wiejskie zabołotiewskoje
- osiedle wiejskie konstantinowskoje
- osiedle wiejskie kuzniecowskoje
- osiedle wiejskie nikonowskoje
- osiedle wiejskie nowocharitonowskoje
- osiedle wiejskie ostrowieckoje
- osiedle wiejskie rybołowskoje
- osiedle wiejskie safonowskie
- osiedle wiejskie sofińskoje
- osiedle wiejskie ulianińskoje
- osiedle wiejskie czułkowskoje

## Katastrofy lotnicze
- Osobny Artykuł: Katastrofa Lotu Saratov Airlines 703

11 lutego 2018 roku w tym rejonie rozbił się samolot An-148 linii Saratov Airlines zabijając przy tym 65 osób na pokładzie i 6 członków załogi.